# マルコス・クビエク
マルコス・クビエク（Marcos Kwiek, 1967年7月18日 - ）は、ブラジルのバレーボール指導者。

## 来歴

### クラブチーム
サンパウロ出身。2002年、ブラジルのオザスコのアシスタントコーチとなり、2002/03、2003/04、2004/05シーズンのブラジル・スーパーリーガでは3連覇を支えた。2005/06シーズンは男子のクラブチームであるUnisul Esporte Clubeのアシスタントコーチを1年間務めた。2006/07シーズンは再び女子の指導者に復帰し、EC Pinheirosの監督に就任した。2010/11、2014/15シーズンにはドミニカ共和国のクラブであるMirador VCを務めた。2015年、ブラジルのSesi Vôlei Bauruの監督に就任し、2年間務めた。2022年5月、再びSesi Vôlei Bauruの監督に復帰し、2022/23シーズンのブラジル・スーパーリーガでは6位、南米クラブ選手権では銅メダルへ導いた。

### 代表チーム
2003年～2006年にかけてブラジル女子代表のアシスタントコーチとしてジョゼ・ギマラエスを支え、2004～2006年のワールドグランプリでは3連覇、2003年のワールドカップと2006年2006年バレーボール女子世界選手権では銀メダルの成績となった。2008年、ドミニカ共和国女子代表の監督に就任した。2009年には北中米選手権で金メダル、ワールドグランドチャンピオンズカップでは銅メダルへ導いた。2012年、チームを2大会ぶりの五輪となるロンドン五輪へ導き、チームはベスト8入りを果たした。2014年の世界選手権では開催国のイタリアを破るなど躍進をみせ、歴代最高の5位タイの成績をおさめた。2020年1月の東京五輪北中米予選では2大会ぶりに五輪へ導き、東京五輪本大会ではベスト8入りを果たした。2023年、パリ五輪予選では中国、セルビアなどに勝利し、2大会連続の五輪出場権獲得を果たし、パリ五輪本大会ではベスト8入りを果たした。

## 指導歴

### クラブチーム
- オザスコ（2002-2005年）アシスタントコーチ
- Unisul Esporte Clube（2005-2006年）アシスタントコーチ
- EC Pinheiros（2006-2007年）監督
- Mirador VC（2010-2011、2014-2015年）監督
- Sesi Vôlei Bauru（2015-2017、2022-2023年）監督

### 代表チーム
- ブラジル女子代表（2003-2006年）アシスタントコーチ
- ドミニカ共和国女子代表（2008年-）監督